# Djed Spence
Diop Tehuti Djed-Hotep Spence (* 9. srpna 2000 Londýn) je anglický profesionální fotbalista, který hraje na pozici pravého obránce za italský klub Janov CFC, kde je na hostování z Tottenhamu Hotspur, a za anglický národní tým do 21 let.

## Klubová kariéra
Spence se narodil v Londýně jamajskému otci a keňské matce. Od roku 2016 byl členem akademie londýnského Fulhamu.

### Middlesbrough
Spence se přesunul do Middlesbrough 1. července 2018. Svého debutu v A-týmu se dočkal 14. srpna 2018 v zápase ligového poháru proti Notts County na Riverside Stadium. Na konci sezóny 2018/19 se Spence několikrát objevil na lavičce náhradníků v ligových utkáních.
Spence debutoval v lize v dresu Middlesbrough 7. prosince 2019 při výhře 1:0 nad Charltonem Athletic. Svůj první ligový gól vstřelil 26. prosince, když dal jediný gól utkání proti Huddersfield Townu. Za své výkony se stal nejlepším mladým hráčem soutěže za měsíc prosinec, když přispěl i ke třem čistým štítům. Ve zbytku sezóny 2019/20 se Spence stal stabilním členem základní sestavy, když nastupoval na pravém kraji obrany či záložní řady.
Téměř celou sezónu 2020/21 strávil Spence jako první volba na pozici pravého záložníka. Odehrál 40 soutěžních utkání a vstřelil jeden gól.

#### Nottingham Forest (hostování)
Dne 1. září 2021 odešel Spence na roční hostování do Nottinghamu Forest, který hrál EFL Championship. Svého debutu v dresu Nottinghamu se dočkal o osm dní později při ligové porážce 1:2 proti velšskému Cardiffu. Spence se ihned prosadil do základní jedenáctky týmu a za svou šanci se odměnil trenérovi Steveu Cooperovi 2 . října, kdy gólem pomohl k výhře 3:0 nad Birminghamem City. Spence zazářil v zápasech FA Cupu proti prvoligovým týmům, když byl u výhry 1:0 proti Arsenalu a také u výhry 4:1 nad Leicesterem City, ve které se střelecky prosadil.
Spenceovi se dařilo i na ligové úrovni a za své výkony byl odměněn oceněním pro nejlepšího hráče soutěže za měsíc březen 2022. Spence získal také cenu za nejkrásnější branku měsíce za svoji dalekonosnou ránu při výhře 3:1 nad Queens Park Rangers. V březnu 2022 získal i ocenění pro nejlepšího mladého hráče soutěže.
Spence měl velký podíl na konečném umístění Nottinhgamu v lize, které klubu zajistilo účast v postupovém play-off. Spence odehrál plný počet minut v obou semifinálových zápasech proti Sheffieldu United (výhra 2:1 a prohra 1:2 po prodloužení; Nottingham postoupil po penaltovém rozstřelu) i ve finále proti Huddersfieldu (výhra 1:0). Byl tedy u historického postupu do nejvyšší soutěže. Za své výkony v průběhu sezóny byl odměněn nominací do nejlepší jedenáctky EFL Championship. Celkem v dresu Nottinghamu odehrál 46 soutěžních zápasů a na své konto si připsal i dvě branky.

### Tottenham Hotspur
Dne 19. července 2022 přestoupil Spence do prvoligového Tottenhamu Hotspur, se kterým podepsal pětiletý kontrakt. Middlesbrough měl dostat patnáct milionů eur, dalších deset mohl Tottenham doplatit díky bonusům.

## Statistiky
K 29. květnu 2022
| Klub                      | Sezóna  | Liga           | Liga   | Liga | FA Cup | FA Cup | EFL Cup | EFL Cup | Total  | Total |
| Klub                      | Sezóna  | Liga           | Zápasy | Góly | Zápasy | Góly   | Zápasy  | Góly    | Zápasy | Góly  |
| ------------------------- | ------- | -------------- | ------ | ---- | ------ | ------ | ------- | ------- | ------ | ----- |
| Middlesbrough             | 2018/19 | Championship   | 0      | 0    | 0      | 0      | 2       | 0       | 2      | 0     |
| Middlesbrough             | 2019/20 | Championship   | 22     | 1    | 2      | 0      | 0       | 0       | 24     | 1     |
| Middlesbrough             | 2020/21 | Championship   | 38     | 1    | 1      | 0      | 1       | 0       | 40     | 1     |
| Middlesbrough             | 2021/22 | Championship   | 3      | 0    | 0      | 0      | 1       | 0       | 4      | 0     |
| Middlesbrough             | Celkem  | Celkem         | 63     | 2    | 3      | 0      | 4       | 0       | 70     | 2     |
| Nottingham Forest (host.) | 2021/22 | Championship   | 42     | 2    | 4      | 1      | 0       | 0       | 46     | 3     |
| Tottenham Hotspur         | 2022/23 | Premier League | 0      | 0    | 0      | 0      | 0       | 0       | 0      | 0     |
| Celkem                    | Celkem  | Celkem         | 105    | 4    | 7      | 1      | 4       | 0       | 116    | 5     |

## Ocenění

### Individuální
- Mladý hráč měsíce EFL Championship: prosinec 2019,[9] březen 2022[19]
- Hráč měsíce EFL Championship: březen 2022[16]
- Gól měsíce EFL Championship: březen 2022[18]
- Jedenáctka sezóny EFL Championship: 2021/22[29][30]